# Liste des maires de Chevilly-Larue
La liste des maires de Chevilly-Larue présente la liste des maires de la commune française de Chevilly-Larue, située dans le département du Val-de-Marne en région Île-de-France.

## Histoire
En 1787, les paroisses de Chevilly et L'Haÿ sont réunies en une seule, puis en 1793, elles sont séparées pour former deux communes distinctes. Durant cette période, les syndics ou maires de L'Haÿ-Chevilly sont les suivants :
| Période   | Identité                  | Qualité |
| --------- | ------------------------- | ------- |
| 1787-1789 | Charles François Frottier | Syndic  |
| 1790-1791 | Claude Chevallier         | Maire   |
| 1791-1793 | Mathurin Joseph Vincent   | Maire   |

## Liste des maires

### Entre 1793 et 1944
| Période      | Période        | Identité                     | Étiquette   | Qualité                                                           |
| ------------ | -------------- | ---------------------------- | ----------- | ----------------------------------------------------------------- |
| mai 1793     | 1795           | Michel Lamy                  |             | Agriculteur                                                       |
| 1796         | 1797           | Antoine Lamy                 |             | Agriculteur, agent municipal                                      |
| 1797         | 1798           | Louis Leduc                  |             | Vigneron, agent municipal adjoint                                 |
| 1798         | 1800           | Antoine Moinery              |             | Agriculteur, agent municipal                                      |
| 1800         | 1802           | Charles-François Frotié      |             | Agriculteur, ancien syndic                                        |
| 1802         | 1805           | Louis-François de Saint-Paul |             | Ancien notaire                                                    |
| 1805         | 1813           | Antoine Moinery              |             | Ancien maître teinturier                                          |
| 1813         | 1831           | François Jacques Outrequin   |             | Banquier                                                          |
| 1831         | 1832           | Charles Héguin de Guerle     |             | Professeur de lettres                                             |
| 1832         | 1859           | Jean-Louis Ausoure           |             | Vétérinaire                                                       |
| 1859         | 1866           | Charles Nicolas Garnier      |             | Rentier                                                           |
| 1867         | octobre 1876   | Jean-Joseph Roch Cretté      |             | Agriculteur                                                       |
| octobre 1876 | janvier 1878   | Louis Goyard-Massuet         |             | Agriculteur                                                       |
| janvier 1878 | janvier 1881   | Jean Joseph Roch Cretté      |             | Agriculteur                                                       |
| janvier 1881 | mai 1884       | Louis Nicolas Petitfils      |             | Marchand d'œufs et de volailles                                   |
| mai 1884     | novembre 1887  | Louis Goyard-Massuet         |             | Agriculteur Décédé en fonction                                    |
| 1887         | septembre 1898 | Louis Nicolas Petitfils      |             | Marchand d'œufs et de volailles Décédé en fonction                |
| 1898         | 1927           | Henri-Gustave Cretté         |             | Agriculteur et marchand grainetier à Chevilly Décédé en fonction  |
| 1927         | août 1929      | Louis Petitfils              |             | Greffier de justice de paix Décédé en fonction                    |
| octobre 1929 | juillet 1936   | Albert Thuret                | Républicain | Propriétaire rentier à Larue Démissionnaire pour raisons de santé |
| juillet 1936 | août 1944      | Ernest George                |             | Inspecteur de police retraité                                     |

### Depuis 1944
Depuis la Libération, cinq maires se sont succédé à la tête de la commune.
| Période        | Période                    | Identité         | Étiquette             | Qualité |
| -------------- | -------------------------- | ---------------- | --------------------- | --- |
| septembre 1944 | août 1963                  | Paul Hochart     | RPF puis UNR          | Directeur technique, ancien résistant Président du Comité local de libération (1944 → 1945) Décédé en fonction |
| août 1963      | mars 1977                  | Gabriel Chauvet  | UNR puis UDR puis RPR | Employé puis cadre à La Poste, ancien 1er adjoint Conseiller général de Thiais (1967 → 1979)                   |
| mars 1977      | novembre 2002              | Guy Pettenati    | PCF                   | Ouvrier métallurgiste Conseiller général de Chevilly-Larue (1979 → 2004) Démissionnaire                        |
| janvier 2003   | avril 2014,                | Christian Hervy  | PCF                   | Commerçant, maire honoraire Conseiller général de Chevilly-Larue (2004 → 2015)                                 |
| avril 2014     | En cours (au 14 août 2022) | Stéphanie Daumin | PCF                   | Ingénieure territoriale 1re vice-présidente de l'EPT Grand-Orly Seine Bièvre                                   |